# Стрічка (український стрій)
Стрічка (синоніми — жичка, політичка, гарасівка, застіжка) — елемент українського традиційного костюма, стрічка довжиною 30-50 см, яка використовувалася для зав'язування сорочки. Така стрічка могла бути шовковою чи вовняною, або також з бавовняної стрічки чи крайки. Молоді парубки носили блакитні та червоні стрічки, а старші чоловіки зеленої або й чорної барви. Іноді замість стрічки використовували шнурок з кольорової вовни або з ниток з кутасиками або й з вузликами на кінцях.